# Mathias Arminjon
Mathias Arminjon (italien Matteo Arminjon), né le 24 février 1793 à Evian, mort le 3 juillet 1859 à Turin, est un magistrat et un homme politique savoyard du royaume de Sardaigne.

## Biographie

### Famille
Mathias Arminjon naît le 24 février 1793, à Evian, dans le département du Mont-Blanc. Le duché de Savoie est annexé à la France depuis 1792. Il appartient à la famille de notables des Arminjon.
Mathias Arminjon épouse Henriette Dupuy avec qui il a quatre fils :
- Charles (1824-1885), jésuite en rupture.
- Georges-Ernest-Eloi (1828-1901), reprenant la charge de son père.
- Victor (Vittorio) (1830-1897), amiral de la marine royale italienne.
- Albert (1836-1870), ingénieur des Mines de Paris.

### Carrières
Après des études d'avocat, il obtient un doctorat en droit. Il intègre le Sénat de Savoie en 1820 comme simple avocat, puis devient avocat des Pauvres de cette même institution en 1829, avant d'obtenir le titre et rang de Sénateur le 31 octobre 1835 « avec les honneurs et privilèges de cette élection, au premier rang desquels, ipso facto, pour lui et pour tous ses descendants, le privilège de noblesse ancienne ».
Il devient par la suite conseiller à la Cour de Cassation de Turin en 1848.
Il est conseiller de la ville de Chambéry, membre du conseil général de charité du duché de Savoie.
Il est élu député représentant la Savoie au Parlement du royaume de Sardaigne pour les collèges d'Evian (janvier 1849), il candidate pour le collège de Saint-Pierre-d'Albigny la même année, et à nouveau en décembre 1853.
Mathias Arminjon meurt le 3 juillet 1859, à Turin.

## Décoration
Mathias Arminjon est fait, :
- Chevalier de l'ordre des Saints-Maurice-et-Lazare (1842)
- Commandeur de l'ordre des Saints-Maurice-et-Lazare (1856)